# George Burton (cầu thủ bóng đá)
George Burton là một cầu thủ bóng đá người Anh từng thi đấu ở Football League cho Middlesbrough và Southern Football League cho Cardiff City. Anh trai của ông John cũng là một cầu thủ bóng đá và cặp đôi này thi đấu với nhau ở Cardiff City.

## Danh hiệu
Cardiff City
- Vô địch Southern Football League Second Division: 1912–13[2]
- Vô địch Cúp bóng đá Wales: 1912[2]